# Swisttal
Swisttal település Németországban, azon belül Észak-Rajna-Vesztfália tartományban. Lakosainak száma 18 780 fő (2023. december 31.). Swisttal Alfter és Rheinbach községekkel határos.

## Népesség
A település népességének változása:
| Lakosok száma | 12 607 | 18 558 | 18 618 | 18 527 | 18 653 | 18 780 |
|               | 1975   | 2017   | 2019   | 2021   | 2022   | 2023   |